# Nicholsina usta
Nicholsina usta är en fiskart som först beskrevs av Valenciennes, 1840.  Nicholsina usta ingår i släktet Nicholsina och familjen Scaridae. IUCN kategoriserar arten globalt som livskraftig.

## Underarter
Arten delas in i följande underarter:
- N. u. collettei
- N. u. usta